# Ернст ван ден Берґ
Ернст ван ден Берґ (нід. Ernst van den Berg, 3 грудня 1915 — 19 серпня 1989) — нідерландський хокеїст на траві.
Бронзовий призер Олімпійських Ігор 1936 року.